# Saint-Thégonnec Loc-Eguiner
Saint-Thégonnec Loc-Eguiner ist eine französische Gemeinde mit 3.118 Einwohnern (Stand: 1. Januar 2022) im Département Finistère in der Region Bretagne. Sie gehört zum Kanton Morlaix im Arrondissement Morlaix. Sie entstand mit Wirkung vom 1. Januar 2016 als Commune nouvelle aus den bisherigen Gemeinden Loc-Eguiner-Saint-Thégonnec und Saint-Thégonnec.

## Gliederung
| Ortsteil                            | ehemaliger INSEE-Code | Fläche (km²) | Höhenlage (m) |      | Dichte (Einw. je km²) |
| ----------------------------------- | --------------------- | ------------ | ------------- | ---- | --------------------- |
| Saint-Thégonnec (Verwaltungssitz)00 | 29266                 | 41,76        | 07–216        | 2696 | 64,6                  |
| Loc-Eguiner-Saint-Thégonnec         | 29127                 | 08,02        | 83–181        | 0317 | 39,5                  |

## Geographie
Nachbargemeinden sind – im Uhrzeigersinn im Norden beginnend  – Guiclan, Taulé, Sainte-Sève, Pleyber-Christ, Plounéour-Ménez, Commana, Saint-Sauveur und Guimiliau.